# Iberia (revista)
Iberia fou una publicació setmanal editada a Barcelona entre 1915 i 1919 sobre la Primera Guerra Mundial i obertament a favor dels Aliats. De tendència catalanista, liberal i republicana, els textos publicats estaven escrits en castellà i també alguns en català, portuguès i francès. La seva tendència es manifestava clarament a la seva primera edició quan s'afirmava "Admirem França i odiem Alemanya".
La revista va néixer a proposta de l'industrial francès a Barcelona Eloi Detouche, i va comptar amb el suport de la Penya Gran de l'Ateneu Barcelonès, un grup d'intel·lectuals que havia signat el «Manifest dels Catalans» un document de caràcter francòfil redactat per Rovira i Virgili. La redacció de la revista es trobava al número 28, 1r 2a, del carrer Portaferrissa, de Barcelona.
Claudi Ametlla i Coll en va ser el seu director des del seu naixement, el 10 d'abril de 1915. Entre els col·laboradors, destaquen l'advocat i exdiputat Amadeu Hurtado, el director de La Publicidad Romà Jori; el periodista Màrius Aguilar; l'historiador i polític Antoni Rovira i Virgili; el novel·lista Prudenci Bertrana; el reporter Eugeni Xammar; l'escriptor Alexandre Plana; el poeta Josep Maria Junoy; el caricaturista Feliu Elias «Apa» i el pintor Pere Ynglada. Els dibuixos de Feliu Elias «Apa» es recolliran al llibre Kameraden, una edició trilingüe publicada a França amb un pròleg del dibuixant francès Sem, i un estudi de John Grand-Carteret.
Ajudà a donar a conèixer les proeses i la situació dels Voluntaris Catalans en la Primera Guerra Mundial. A mesura que els aliats anaven consolidant les seves posicions en la guerra, Iberia aconseguia major nombre d'anuncis i reduïa el nombre d'articles doctrinals per donar cabuda a històries dels voluntaris catalans o cròniques de la guerra. S'hi tractaven, a més, notícies culturals amb alguna relació amb el conflicte bèl·lic.
| «                                          | Iberia representa un grupo de élite, compenetrado seguramente más con el espíritu de Francia que con el de España. Son los de primera hora, los que al defender a los aliados sabían que combatían por una parte de su propio patrimonio espiritual. | » |
| — Amadeu Hurtado (núm. 200, 8 febrer 1919) | |   |

El 22 de febrer de 1919 va publicar el seu darrer número i va anunciar la creació d'una nova publicació, Iberia. Revista de Economía, de la qual no se'n coneix cap més rastre.